# مومن أباد (تشناران)
مومن‌ أباد (بالفارسية: مومن‌آباد) هي قرية تقع في قسم بيزكي الريفي (مقاطعة تشناران) في إيران. يقدر عدد سكانها بـ 38 نسمة .